# イタリア戦線 (第二次世界大戦)
第二次世界大戦のイタリア戦線（イタリアせんせん、伊: Campagna d'Italia, 英: Italian Campaign）は、第二次世界大戦において1943年7月9日の連合軍のシチリア島上陸から、9月8日のイタリア王国降伏を挟み、1945年5月まで続けられたイタリアにおける戦いである。イタリア降伏前はイタリアおよびドイツの枢軸軍が連合軍と交戦していたが、イタリア降伏後はイタリア占領を行ったドイツ軍とイタリア社会共和国（サロ政権）軍が連合軍およびイタリア王国軍と交戦した。

## 戦いの概要

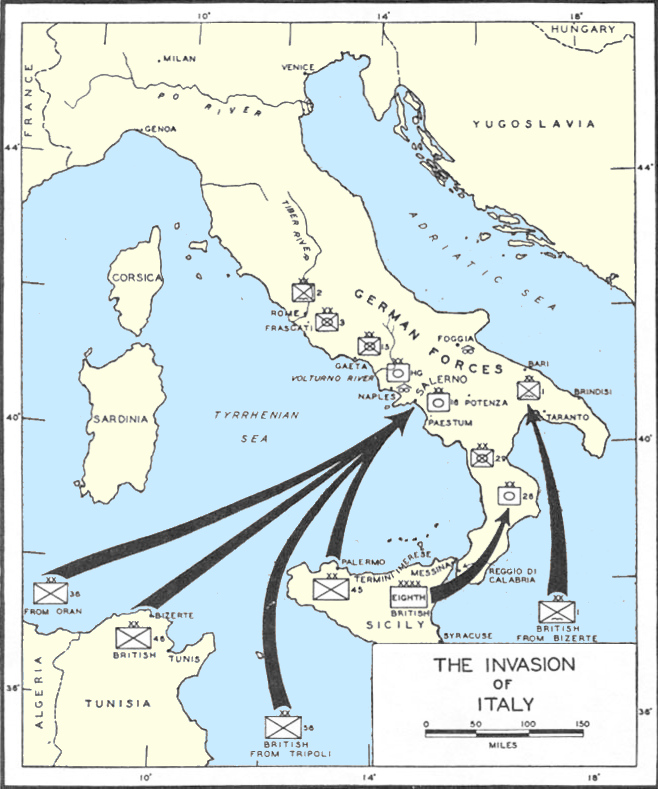
連合軍のイタリア上陸計画

イギリス・アメリカ軍のシチリア島上陸作戦（ハスキー作戦）の成功の結果、1943年7月24日、ムッソリーニは逮捕・幽閉された。新しく政権を組織したのはピエトロ・バドリオで、対外的には戦いの継続を表明していたが、連合軍のイタリア半島上陸と同時に連合軍との休戦を表明した（イタリアの降伏）。この休戦の結果、ドイツ軍はイタリア半島全土を占領した。
またドイツ軍は幽閉されていたムッソリーニを救出し傀儡政権の「イタリア社会共和国」を作らせ、イタリアに増援部隊を送り連合軍との交戦を続けた。南北に長く東西に短い山がちなイタリア半島の地形を利用して、何重もの陣地線を敷き、その結果イタリア半島に展開したドイツ軍が降伏するのは終戦間際になってからだった。

## 戦いの経過

### 南部イタリア防衛戦

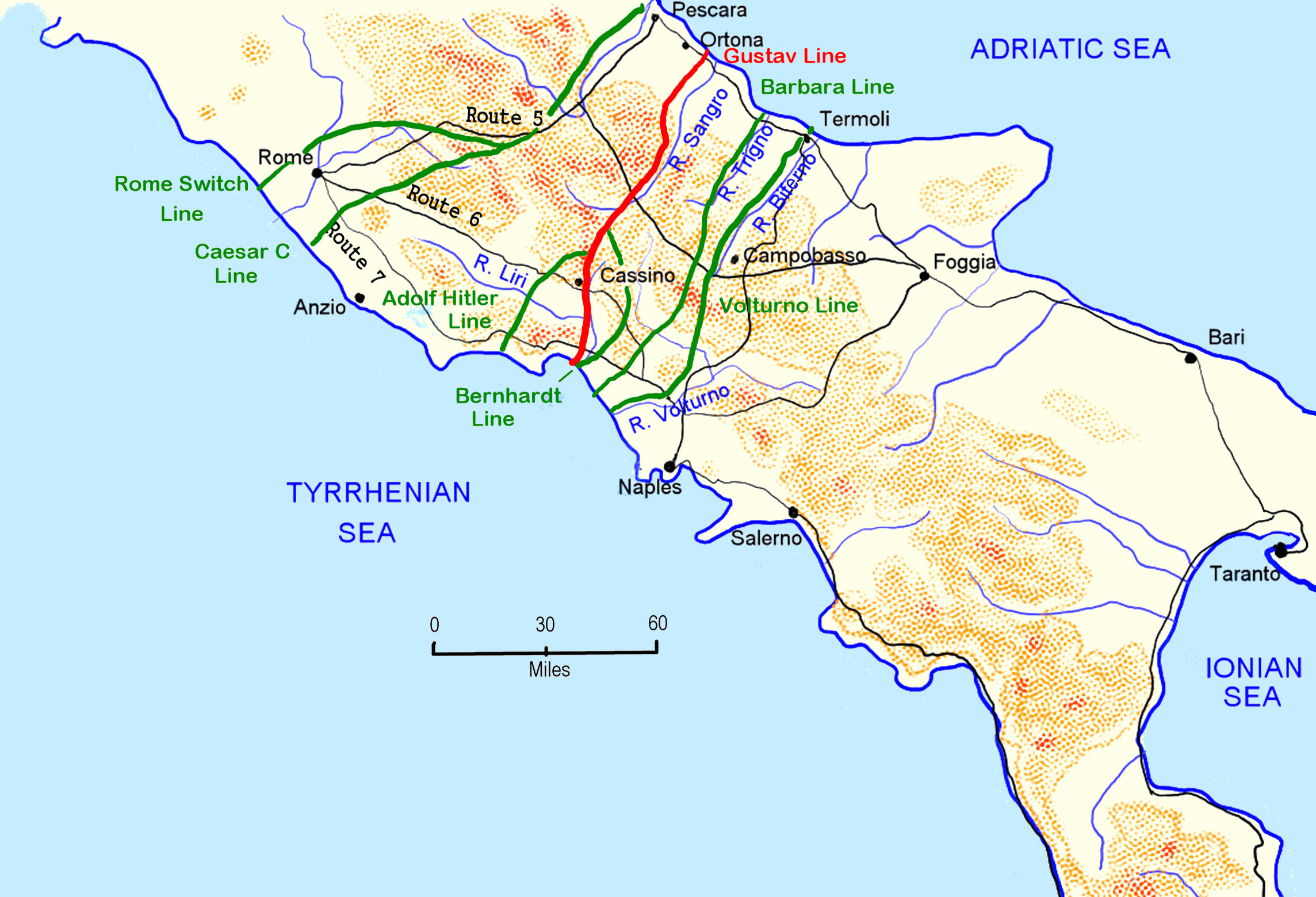
ドイツ・イタリア軍の防御線

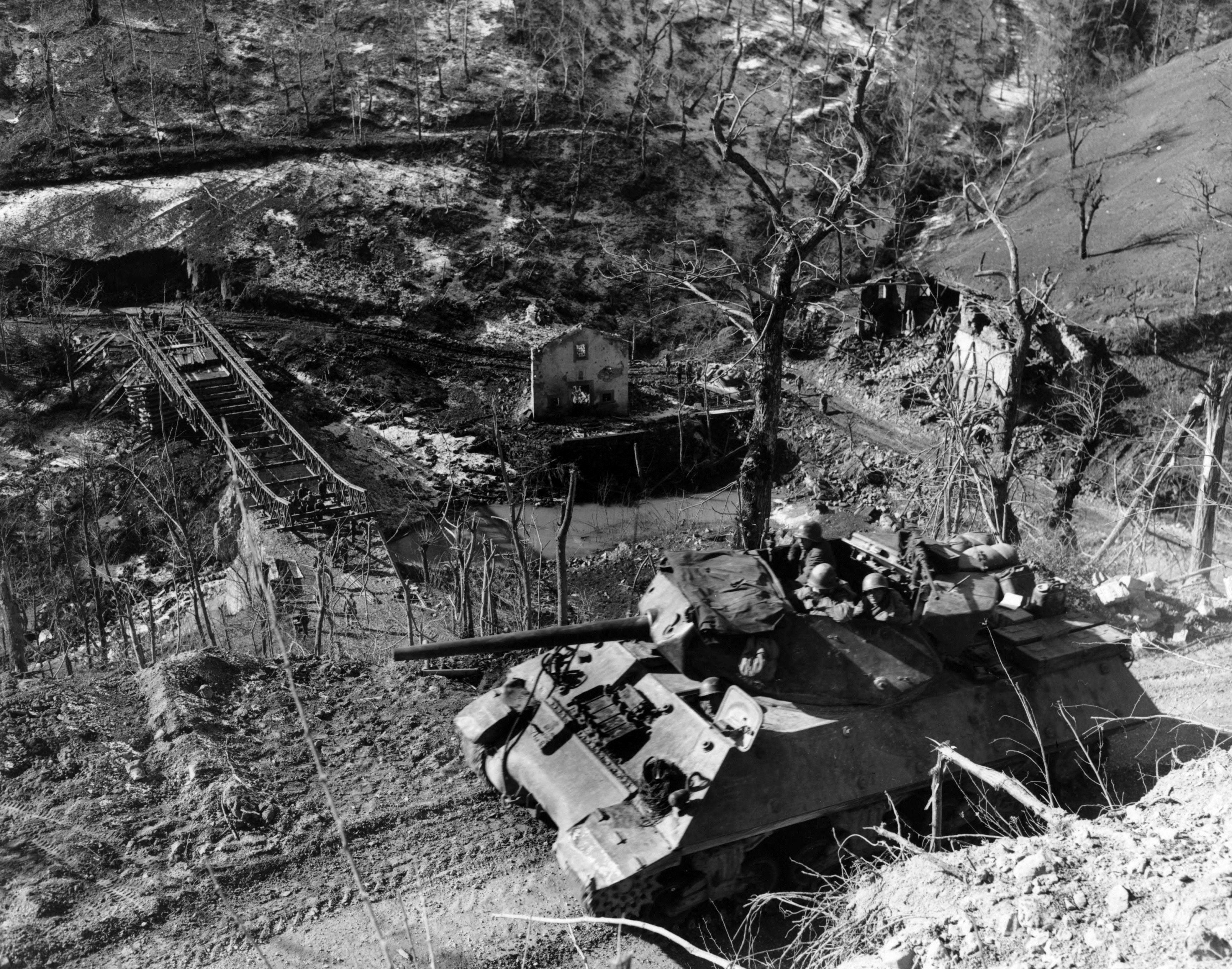
北部アペニン山脈に展開したアメリカ陸軍の駆逐戦車M10（1943年9月）。

連合軍は1943年8月17日にシチリア島を解放、続く9月3日にイタリア半島の先端部に上陸（ベイタウン作戦）し、9月9日にサレルノ（アヴァランチ作戦）、ターラント（スラップスティック作戦）へ上陸を行った。水面下で連合軍との降伏交渉を続けていたバドリオ政権は、連合軍の上陸と同時に休戦を表明した。ムッソリーニの逮捕から後、バドリオ政権に不審な動きがあるのを察知していたドイツ軍は、イタリア降伏によっても浮き足立つことなく直ちに部隊を展開させイタリア軍を武装解除、主要地点の占領に入った。イタリア北部はエルヴィン・ロンメル元帥が、イタリア南部はアルベルト・ケッセルリンク元帥が指揮をとり9月下旬にはイタリア半島をほぼ占領した。
連合軍はバドリオの提案に乗る形でイタリア半島への上陸と同時にローマへ空挺降下してイタリア軍と共同でローマを制圧（南部に展開するドイツ軍の連絡線を遮断）するジャイアント作戦を計画、米82空挺師団長のマシュー・リッジウェイはテイラー准将をローマに送り込んでイタリア軍を偵察させたが、兵員や武器弾薬の不足、ドイツ軍の展開などを理由に作戦中止を決断、師団の壊滅を免れた。
バドリオの政府は、休戦を表明するやただちにイタリア半島南部のブリンディシに脱出した。この後降伏文書に調印（9月）、ドイツに宣戦布告を行った（10月）。ただし、連合国に加入したわけではなく、共同参戦国という扱いであった。一方、9月に逮捕され幽閉されていたムッソリーニはオットー・スコルツェニー率いるドイツ軍部隊によって救出され、ドイツの後押しでイタリア北部にイタリア社会共和国（サロ共和国、サロ政権）を樹立した。しかしサロ共和国はドイツの傀儡政権でしかなく、何の権力もない名前だけの存在であった。
イタリア半島南部から北上してくる連合軍に対し、ケッセルリンク元帥率いるドイツ軍は、「ラインハルト線」「ヒトラー線」「グスタフ線」「カイザー線」という4重もの防衛線を敷き、抵抗を続けた。イタリア半島は山がちであるため防御側に有利で、戦車を効果的に使えない連合軍の進撃は非常にゆっくりとしたものであった。
しかしその背後ではパルチザンが徐々に活動を広げ、補給の妨害などを始めていた。

### モンテ・カッシーノ、アンツィオの戦い
年が明けて1944年1月上旬、連合軍はラーピド川・ガリリャーノ川沿いのグスタフ線に達し、アンツィオでの上陸作戦と呼応して、ローマへの北上の障害となるカッシーノ付近の枢軸軍の制圧を目指した（モンテ・カッシーノの戦い）。

1月17日連合軍は渡河を開始、22日にアンツィオで上陸作戦（シングル作戦）を開始した。カッシーノでの渡河は撃退されたものの、上陸作戦のほうは枢軸軍に備えが無く成功した。
ここで上陸部隊の指揮官米第6軍団長ルーカスは、拙速なローマへの進撃を避け、当面は現状の上陸橋頭堡を維持し十分な戦力を集めることに専念するよう主張した。連合軍の動きが止まったのを見たケッセルリンクは、アンツィオに増派し2月中旬反撃を開始、連合軍の橋頭堡は分断されてしまった。
この失敗と、すでにノルマンディー上陸作戦（オーバーロード作戦）・南フランス上陸作戦（アンヴィル作戦）の準備に入っていたため、連合軍はこれ以上のイタリアでの上陸作戦を断念、米第5軍がグスタフ線で攻勢をかけることにした。
この頃、カッシーノの枢軸軍は、川沿いからは後退し、山頂の要塞化されたベネディクト会修道院とその背後の尾根伝いに陣地を敷いていた。連合軍は2月から3月にかけて、予備の自由フランス軍・自由ポーランド軍も投入し、川沿いから直に修道院へ攻めあがるルートで、激しい爆撃の中4度攻撃をかけたが、ことごとく失敗。連合軍はさらに戦力を整えるため攻勢を中断、5月まで戦線は膠着した。
5月連合軍は数箇所で同時に行動を開始、17日ポーランド軍が東から尾根のドイツ軍陣地に攻撃を開始、その間自由フランス軍が修道院の西から回り込みグスタフ線の裏の小陣地線まで進撃。23日にはアンツィオでも攻撃を開始、枢軸軍の陣地線は完全に崩壊し、カッシーノ＝アンツィオ間で包囲される危機的状況であったが、米第5軍が南下せず北のローマを目指したため、枢軸軍は抵抗しつつ中部イタリアの陣地線まで後退した。

### 中部イタリア防衛戦

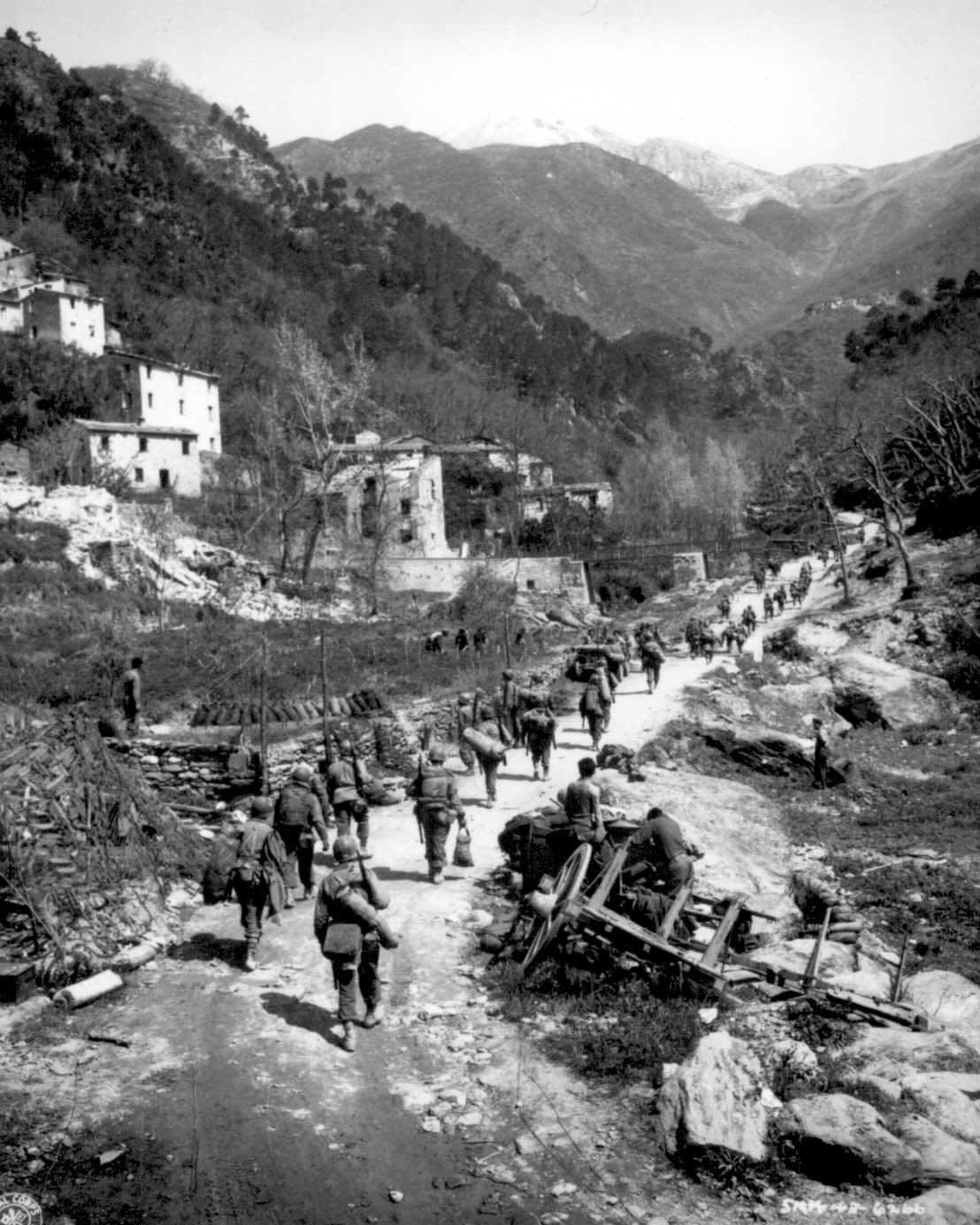
ゴシック線に向かうアメリカ第370歩兵連隊

1944年5月、カイザー線が突破され、6月4日イタリア首都ローマが陥落したが、ドイツ軍はイタリア中部に「ヴィテルボ線」「トラジメーノ線」「アルノ線」「ゴシック線」という4重の防衛線を敷き直し抵抗を続けた。しかし、アルノ線まで連合軍の突破を許し、8月11日フィレンツェが陥落した。だが、連合軍は南フランス上陸作戦（8月15日）のため一時攻撃を中止し、9月以降ゴシック線で両軍のにらみ合いが続いた。

### 北部イタリア防衛戦
1945年1月、連合軍は攻撃を再開しゴシック線を突破したが、ドイツ軍はイタリア北部に「ジンギス・カン線」「ポー線」「ヴェネツィア線」「アルビーノ線」という4重の防衛線を敷き直し抵抗を続けた。ただ、既に背後のフランスプロヴァンス地方は陥落しており、抵抗は限定的なものであった。ポー川沿いのポー線まで後退すると、連合軍のミラノ・トリノ方面への突破を許し、連合軍はフランス南部へ進撃した。同時に自由フランス軍もアルプス山脈を超えてヴァッレ・ダオスタ州のアオスタへと侵攻し、東部国境付近ではチトー率いるユーゴスラビアのパルチザンがかく乱工作を展開した。

連合軍の進撃と、各地におけるパルチザンの蜂起によりイタリア社会共和国は事実上瓦解。ムッソリーニはドイツ軍の保護の下でイタリアからの脱出を図ったが、4月28日に愛人のクラーラ・ペタッチと共にパルチザンに捕らえられ、即刻処刑されてその遺体が民衆の前にさらされた。ヒトラー自殺のわずか二日前であった。
アルプス山脈まで追い詰められていたドイツ・イタリア方面軍司令官フィーティングホフは4月29日連合軍に休戦を申し込み、5月2日に降伏、これでイタリアの戦いが終結した。

## イタリア戦線を題材にした作品
- イタリア映画 『無防備都市』(Roma Citta Aperta) 1945年 監督 ロベルト・ロッセリーニ
- イタリア映画 『戦火のかなた』(Paisa Paisan) 1946年 監督 ロベルト・ロッセリーニ
- アメリカテレビドラマ『ギャラント・メン』(The Gallant Men) 1962年
- アメリカ映画 『脱走特急』(Von Ryan's express) 1965年 監督 マーク・ロブソン
- アメリカ映画 『アンツィオ大作戦』(Lo sbarco di Anzio) 1968年 監督 エドワード・ドミトリク
- アメリカ映画 『パットン大戦車軍団』(Patton) 1970年 監督 フランクリン・J・シャフナー 製作 フランク・マッカーシー
- アメリカ・イタリア合作映画 『セントアンナの奇跡』(Miracle at St. Anna) 2008年 監督 スパイク・リー